# Ојлерова теорема
Ојлерова теорема тврди да ако су a и m узајамно прости позитивни природни бројеви тад важи:
{\displaystyle a^{\varphi (m)}\equiv 1{\pmod {m}}}
где {\displaystyle \varphi (m)} је Ојлерова фи функција. Године 1736, Леонард Ојлер објавио је свој доказ мале Фермаове теореме коју је Пјер де Ферма представио без доказа. Затим, Ојлер објављује друге доказе ове теореме, на врхунцу са „Ојлеровом теоремом” у свом раду из 1763.